# Cratere Aksentyeva
Aksentyeva  è un cratere sulla superficie di Venere. Deve il suo nome a Zinaïda Mykolaïvna Aksent'jeva (in ucraino Зінаїда Миколаївна Аксентьєва?), astronoma sovietica di nazionalità ucraina.